# 거제초등학교 법동분교
거제초등학교 법동분교는 경상남도 거제시 거제면 거제남서로 4322 (법동리)에 있었던 분교이다.

## 연혁
- 1945년 6월 5일 거제성내공립국민학교 법동분교장 개교
- 1950년 7월 3일 법동국민학교 승격
- 1996년 3월 1일 법동초등학교로 개칭
- 1999년 3월 1일 거제초등학교 법동분교장
- 1999년 9월 1일 폐교